# Cryptophagus quercinus
Cryptophagus quercinus là một loài bọ cánh cứng trong họ Cryptophagidae. Loài này được Kraatz miêu tả khoa học năm 1852.